# Římskokatolická farnost Švábenice
Římskokatolická farnost Švábenice je územní společenství římských katolíků s farním kostelem svatého Michala v děkanátu Vyškov v arcidiecézi olomoucké.

## Historie farnosti
Původní kaple byla zasvěcena svatému Janu Křtiteli a bohoslužby se v ní konaly slovanským obřadem. Dle legendy byla postavena za misijní cesty svatých Cyrila a Metoděje, kteří se tudy ubírali k Brnu.
V hradní kapli, která stála asi na místě dnešní mariánské kaple Na Hradě, konali ve 12. století pro pány ze Švábenic obřady latinským ritem křižovníci z kláštera na Zderaze. Rod ze Švábenic byl patronem tohoto kláštera. Kdy byl postaven kostel na místě, kde stojí dnes, se přesně neví. Bylo to patrně těsně před úpadkem rodu pánů ze Švábenic, po roce 1300. Byl asi dřevěný, otočený k západu. Byl to kostel farní, pod který patřilo i několik sousedních obcí a který poslední mocipáni ze Švábenic opatřili značným jměním. Od doby kolem roku 1580 až do roku 1633 patřily Švábenice pod farní úřad ve Hvězdlicích.
Od roku 1653 byl švábenický kostel opět farním, později děkanským. Asi roku 1704 úplně vyhořel. Neví se přesně komu byla zasvěcena hradní kaple (kostel) ani vyhořelý farní kostel. Někteří se domnívají, že obojí sv. Janu Křtiteli, jiní sv. Michaelovi.
Městečko Švábenice v 19. století zachvátily velké požáry, i budovu, ve které byly uloženy všechny dokumenty, týkající se minulosti Švábenic (na různé živelní katastrofy doplatilo více měst a obcí).

## Historiekostela
Dnešní kostel postavený v barokním slohu byl budován v letech 1716 – 1718 nákladem patrona kardinála Wolfganga Hannibala Schrattenbacha a byl zasvěcen sv. Michaelovi. Protože průčelí a věž stále ujížděly a dílčí opravy nepomáhaly, byly věž i průčelí rozebrány a postaveny v dnešní podobě. Opravu a stavbu věže provedl nákladem i se znovuvysvěcením kníže arcibiskup olomoucký Bedřich Fürstenberk, dne 2. října 1859. Zasloužil se o důkladnou a nákladnou přestavbu kostela a uchování této cenné kulturní památky – siluety západní Hané. Šířka švábenického kostela je 16 metrů, délka 38 metrů. Výška věže je 53 metry.

#### Oltář
Největší cenností je hlavní mramorový oltář z roku 1904. Autorem tohoto uměleckého díla je sochař Ferdinand Neumann z Kroměříže. Oltář je z nejlepšího kararského mramoru a váží 4100kg. Při práci na kříži měl sochař vzor ve známém díle Josefa Myslbeka. Nutno dodat, že stejný kříž jako ve Švábenicích, poslal Ferdinand Neumann na světovou výstavu do St. Luis v Americe, kde získal zlatou medaili, přestože se při přepravě rozlomil.

## Duchovní správci
Ve farnosti Švábenice se od roku 1666 vystřídalo celkem 94 kněží (farářů a kaplanů).
Seznam kněží:
- P. Jan Jiří Vanetius (1675 - 1686)
- P. Jan Brumovský (1686 - 1690)
- P. Martin Antonín Šaupius (1690 - 1692)
- P. Matouš Jan Foukal (1692 - 1707)
- P. Jiří František Panic (1707 - 1724)
- P. Matěj Bartlicius (1724 - 1726)
- P. Eliáš Roblík (1726 - 1732)
- P. Martin Ignác Požárník (1732 - 1736), první děkan švábenický
- P. Florián Tettauer (1736 - 1760)
- P. Jan Grosspetr (1761 - 1773)
- P. Josef Antonín Gruner (1774 - 1782)
- P. Josef Tonsern (1782 - 1809)
- P. František Veith (1809 - 1818)
- P. Valentin Vacula (1818 - 1839)
- P. Josef Heinz (1839 - 1853)
- P. Emanuel hrabě Poetting - Persing (1853 - 1868), nesídelní kanovník olomoucký
- P. Karel Mikulka (1868 - 1886)
- P. Leopold Otáhal (1886 - 1898)
- P. Josef Dostál (1899 - 1906)
- P. Augustin Kulhavý (1906 - 1910)
- P. Jan Vyhlídal (1911 - 1926), buditel slezského lidu a hanácký spisovatel
- P. Eduard Tabáček (1926 - 1957), poslední děkan švábenický
- P. Josef Dvorok (1957 - 1972)
- P. Rudolf Vašíček,SJ (1972 - 1978)
- P. Josef Pekárek,SDB (1978 - 1980)
- P. Josef Metoděj Šenkyřík (1980 - 1985)
- P. Karel Vítek (1985 - 1990)
- P. Vlastimil Bartoň
- P. Vlastimil Vaněk
- P. Boguslaw Jan Jonczyk (2004 - 2016), kněz diecéze Katowice (PL)

- R. D. Mgr. Krzystof Florian Jonczyk (2017 - 2021), kněz diecéze Katowice (PL)
- P. Karel Janíček (2021 - 2022)
- P. Marek Franciszek Jarosz (od 1. 7. 2022)

## Bohoslužby
| Kostel           | Místo     | Bohoslužba (den)            | Hodina     | Poznámka     |
| ---------------- | --------- | --------------------------- | ---------- | ------------ |
| svatého Michala  | Švábenice | neděle pondělí středa pátek | 9.30 18.00 | farní kostel |
| svatého Floriana | Dětkovice | sobota                      | 18.00      | kaple        |

## Aktivity ve farnosti
Ve farnosti se pravidelně konají oslavy velkých církevních svátků - například průvod Božího Těla v ulicích městyse, dále tradiční poutě do Křtin a na Velehrad, Křížové cesty v přírodě. Dále společenské programy pro rodiny - zahradní slavnosti, taneční večery a společná setkání. Farnost se ve spolupráci s místním 3. oddílem YMCA SKAUT pravidelně zapojuje do akce Tříkrálová sbírka. V roce 2020 se při ní vybralo 35 358 korun. V roce 2021 pak 14 680 korun.
Ve farnosti fungují společenství ministrantů, pěveckého sboru, seniorů a modlitební společenství matek.